# Lykke-chaufføren
Lykke-chaufføren er en amerikansk stumfilm fra 1919 af James Cruze og Frank Urson.

## Medvirkende
- Wallace Reid som Walter Thomas Walden
- Ann Little som Dorothy Ward
- Theodore Roberts som J. D. Ward
- Guy Oliver som Tom Darby
- Clarence Geldert som Fred Wheeler